# 府城迎媽祖
府城迎媽祖是臺灣媽祖信仰的宗教活動之一，自清朝晚期已有文獻記載:73，最初是臺灣府城（今臺南市中西區）的祀典大天后宮迎接南下的北港媽祖並在府城遶境的活動，後來因為日治時期的糖郊媽事件而轉變成由大天后宮新刻「鎮南媽」進行遶境的活動。此項宗教活動後來在2009年2月3日被公告為臺南市的「民俗及有關文物」，成為臺南市的文化資產。
而北港朝天宮與臺南大天后宮之間原本中斷多年的香路在歷經二次大戰後的數次會香後，於2011年11月30日以「百年盛會 風華再現 北港媽祖下府城 南都巡歷大天后宮會香」的名義重新串聯，並預定日後以三年一科的方式進行:322。

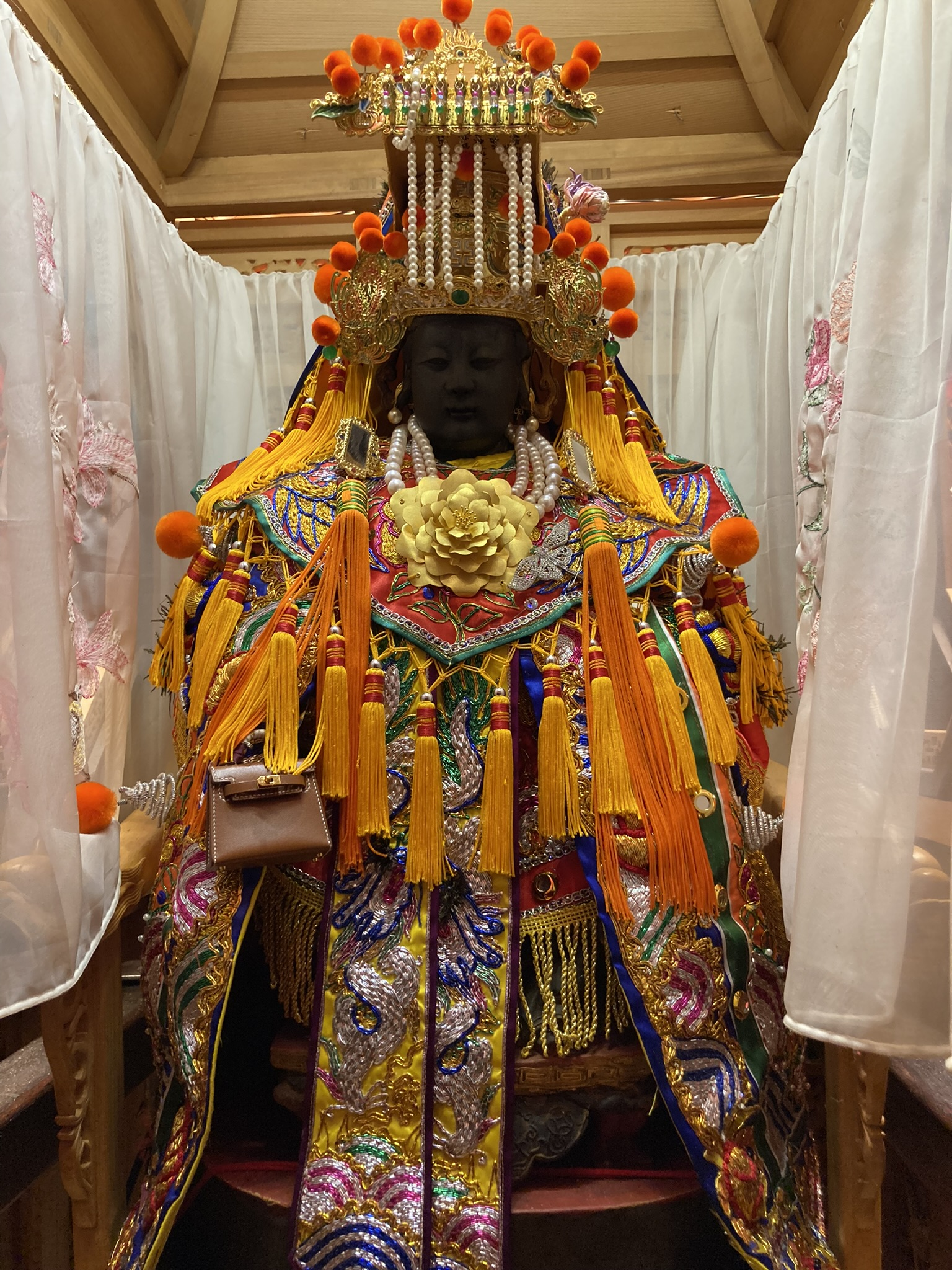
府城迎媽祖的主角-鎮南媽